# 梅松論
《梅松論》（ばいしょうろん）是南北朝時代的軍記物語・歷史書，全2巻，作者不详。和『太平記』同時代成立，描寫同時代的作品。

## 概說
著者不詳，應該是和足利尊氏關係深厚或和夢窗疏石有淵源的人。1349年（貞和5年）頃成立。描寫承久之亂以後鎌倉幕府的統治到尊氏掌握政權的過程，觀點主張足利氏創立室町幕府的正當性。
上巻是鎌倉時代末期的政治情勢和鎌倉幕府滅亡，建武新政以及新田氏和足利氏對立的狀況。下巻是楠木正成的奮戰和金崎城落城，天下平定的狀況，夢窗疏石對尊氏的人物評，最後是足利將軍家的榮華。

## 内容
与太平记齐名的军记物语有梅松论。梅松论上下两卷，篇幅很小。其特色是作者的立场站在足利氏一方。
叙述的范围：先谈日本将军的沿革，再概观镰仓将军时代，又从元弘之乱、中兴政治及其瓦解，谈到新田义贞的金崎城陷落，最后叙述尊氏的品行和事迹。不用说书中充满了使足利氏立场正当化的叙述，但没有直接攻击后醍醐天皇的言辞，对楠木、新田等官军诸将也举其勇武忠节的可取处，不惜赞美之词。贯穿通篇的精神，与其说是赞美足利将军，不如说是赞美超越将军的、更高范畴的武家精神和立场。从这里可以窥见：武士想提高独自的道德并具有强烈的自信。而武士需要许多军记物语作为生活的记录和处世的教训，其原因也在于此。

## 諸本
梅松論的寫本有古本系和流布本系，諸本之間差異相當多。『群書類從』第20輯收錄之外，古寫本有天理本、寛正本。

### 校訂本
- 『梅松論・源威集　新撰日本古典文庫』 （矢代和夫・加美宏校注、現代思潮社、初版1975年/ 復刊：現代思潮新社、2010年）

## 關連項目
- 神皇正統記
- 吾妻鏡
- 承久記
- 將門記
- 增鏡

## 外部連結
- 梅松論 全文（文語版、現代語譯）